# Platja de la Senieta
La platja de la Senieta, també anomenada platja de l'Aldea Blanca, o platja del Gros, és una platja urbana del municipi de La Ràpita (Montsià), situada a la badia dels Alfacs, delimitada per espigons, que la separen de la platja del Far, a ponent, i la platja de l'Aiguassera, a llevant. Té una longitud de 125 metres i una amplada mitjana de 17 metres, formada per sorra fina i daurada. Situada al costat del passeig marítim, disposa de dutxes i neteja diària.